# 東大阪市立上小阪中学校
東大阪市立上小阪中学校（ひがしおおさかしりつ かみこさかちゅうがっこう）は、大阪府東大阪市上小阪二丁目にある公立中学校。

## 沿革
- 1949年4月1日 - 布施市立第六中学校として、布施市上小阪2丁目30番地（現在地・当時の住所表示）に創立。
- 1967年2月1日 - 布施市が合併で東大阪市となったことに伴い、東大阪市立第六中学校に校名変更。
- 1967年4月1日 - 東大阪市立上小阪中学校に校名変更。
- 1979年 - 校歌を改定。
- 1991年 - 制服を改定。
- 2018年 - 製鞄を改定。

## 校区
東大阪市立桜橋小学校、東大阪市立上小阪小学校の校区。
→　東大阪市立上小阪小学校、東大阪市立桜橋小学校の校区（2016年4月、菱屋西小学校・永和小学校合併）
※東大阪市小若江は東大阪市立弥刀中学校校区に指定されているが、小若江のうち東大阪市教育委員会が指定した調整区域については上小阪中学校への就学先変更も可能。

## 交通
- 近鉄大阪線 長瀬駅 北東へ約800m。
- 近鉄大阪線 俊徳道駅 南東へ約1.1km。
- 近鉄奈良線 河内小阪駅 南へ約1.1km。